# Josef av Monaco
Josef av Monaco, född 1763, död 1816, var en prins av Monaco. Han var Monacos regent för sin sjuke brors räkning 1814-1815. 
Han var son till Honoré III av Monaco och Maria Caterina Brignole Sale och bror till Honoré IV av Monaco. Han gifte sig 1782 med Marie Thérèse de Choiseul, med vilken han fick tre döttrar. 
Den monegaskiska furstefamiljen levde mestadels i Frankrike, där den franska revolutionen utbröt 1789. I januari 1793 bildades en folkrepresentation i Monaco som ansökte om att bli anslutna till Frankrike, och i mars samma år genomfördes detta, vilket gjorde medlemmarna av den före detta furstefamiljen till franska medborgare.  Joaef befann sig under den tiden på ständiga utlandsresor för att låna pengar, vilket gjorde att han dömdes för kontrarevolutionär verksamhet i sin frånvaro under skräckväldet.  Han var också bevisligen inblandad i den rojalistiska resningen i Vendée. Han valde att stanna utomlands, medan Marie Thérèse i egenskap av hans maka arresterades och avrättades i hans frånvaro.  Han återvände till Frankrike 1795. När hans bror besteg tronen i Monaco 1814 men på grund av sitt hälsotillstånd inte kunde sköta statens affärer, utnämndes han till regent. Han avsattes till förmån för sin brorson 1815.